# Batracharta lempkei
Batracharta lempkei là một loài bướm đêm trong họ Noctuidae.